# Anne Morgan, Baronesa Hunsdon
Anne Morgan (Arkstone, 1529 — Londres, 19 de janeiro de 1606/07) foi uma nobre inglesa. Ela foi baronesa Hunsdon pelo seu casamento com Henry Carey, 1.º Barão Hunsdon. Também serviu a rainha Isabel I de Inglaterra na condição de Senhora da Câmara Privada, e depois, como Protetora de Somerset House, a partir de 1595.

## Família
Anne foi a filha de Sir Thomas Morgan e de Anne Whitney, também conhecida como Elizabeth. Os seus avós paternos eram William Ap Dafydd e Elsbeth Morgan. Os seus avós maternos eram James Whitney e Blanche Milborne.
Ela teve quatro irmãos, que eram: Margaret, Blanche Powel, Thomas e Sybilla, esposa de Hugh Travanion.

## Biografia
No dia 21 de maio de 1545, com cerca de dezesseis anos de idade, Anne casou-se com Henry Carey, em Hengrave, no condado de Suffolk. Henry era filho de Maria Bolena, irmã de Ana Bolena, segunda esposa do rei Henrique VIII de Inglaterra. Seu pai era supostamente William Carey, porém, devido ao fato de Maria ter sido amante do rei Henrique, especula-se que ele pode ter sido um filho bastardo do monarca.
O casal teve dezesseis filhos, oito meninos e oito meninas.
Em 13 de janeiro de 1559, foi criado o título de barão Hunsdon para Carey. Logo em seguida, a baronesa foi apontada Senhora da Câmara Privada pela rainha Isabel I, filha de Ana Bolena, e portanto, prima de seu marido. Já o barão tornou-se guarda-costas da rainha como capitão de Honourable Corps of Gentlemen at Arms.
A visita de Isabel I a residência Hunsdon House, em setembro de 1571, foi comemorada através da realização de uma pintura feita por um artista desconhecido. Nela, a baronesa Anne provavelmente aparece vestindo a cor branca, na procissão real entre as cortesãs da rainha.
Em 14 de dezembro de 1595, a rainha apontou a baronesa como Protetora de Somerset House, um cargo vitalício.
Henry faleceu em 23 de julho de 1596, deixando sua família endividada. Isabel I pagou as despesas de seu funeral, presentou a viúva com £ 400, e estabeleceu uma pensão anual de £ 200. Com o dinheiro, Anne construiu um monumento em homenagem ao marido na Capela de São João Batista, na Abadia de Westminster, onde ele foi enterrado.
Anna faleceu em 19 de janeiro, no ano de 1606 ou 1607, e foi enterrada na Capela de São João Batista, na Abadia de Westminster.

## Descendência
- Catherine Carey (1547 – 25 de fevereiro/março de 1603), foi esposa de Charles Howard, 1º conde de Nottingham, com quem teve cinco filhos;
- George Carey, 2.º Barão Hunsdon (antes de 1556 ou 1547 – 8 de setembro de 1603),  sucessor do pai. Foi marido de Elizabeth Spencer, com quem teve uma filha, Elizabeth;
- John Carey, 3.º Barão Hunsdon (c. 1556 – c. 4 de abril de 1617), sucessor do irmão, e governador de Berwick-upon-Tweed. Foi casado com Mary Hyde, com quem teve quatro filhos;
- Philadelphia Carey (c. 1552 – 3 de fevereiro de 1627), esposa de Thomas Scrope, 10.º Barão Scrope de Bolton, com quem teve um filho, Emanuel Scrope, 1.º Conde de Sunderland;
- Edmund Carey (c. 1557/58 – 12 de setembro de 1637), membro do Parlamento. Foi marido de Mary Cocker, com quem teve dois filhos;
- Robert Carey, 1.º Conde de Monmouth (1560 – 12 de abril de 1639), foi casado com Elizabeth Trevannion, com quem teve três filhos;
- Mary ou Margaret Carey (c. 1567 – 1605), foi dama de honra. Foi esposa de Edward Hoby. Sem descendência;
- Henry Carey, membro do Parlamento;
- Thomas Carey, morto na infância;
- Thomas Carey, morto na infância;
- William Carey;
- Joan Carey
- Elizabeth Carey
- Anne Carey
- Eleanor Carey
- Matilda Carey